# Interlude Premier
Albums de Monolithe
Monolithe II
(2005) Monolithe III
(inconnue)

Interlude Premier est un album du groupe Monolithe. Comme annoncé par le groupe, il se distingue des deux précédents disques de par sa nature plus extrême et plus radicale. Le titre "Monolithic Pillars" le composant est extrêmement noir, laissant la place à de nombreuses dissonances et expérimentations inhabituelles dans ce genre de musique (utilisation d'un vocoder, de samples et bruitages divers, on peut même distinguer de la cithare), et sa structure est particulièrement hachée, à l'inverse de la construction fluide des albums précédents. Il possède également une production plus brute, plus extrême. Cependant il contient toujours les éléments qui sont la marque du groupe, à savoir les "doubles soli", les nappes de claviers atmosphériques et des parties particulièrement mélodiques réalisées en mode majeur. Interlude Premier marque la première participation du vocaliste Laurent Desvignes (Amphitryon). Le groupe annonce, en janvier 2007, son intention d'offrir ce mini-album en téléchargement gratuit sur son site officiel, en demandant en contrepartie une participation financière sous forme de don non obligatoire. Il s'agirait d'une "nouvelle expérience de distribution de la musique" qui, si elle fonctionne, sera renouvelée.

## Composition du groupe
- Sylvain Bégot : Guitares, Basse, Claviers et "Devices"
- Benoît Blin : Guitares, Basse
- Laurent Desvignes : Vocaux

## Citation
Une citation en français figure sur le livret de chacune des sorties du groupe. Sur Interlude Premier, elle est la suivante :
"Les amis de la vérité sont ceux qui la cherchent et non ceux qui se vantent de l'avoir trouvée" (Condorcet)